# George Mills
George Robert Mills (ur. 29 grudnia 1908 w Londynie, zm. 15 lipca 1970 w Torquay) – angielski piłkarz grający niegdyś na pozycji napastnika. Przez całą swoją profesjonalną karierę występował w Chelsea, dla której strzelił łącznie 125 goli i na liście najskuteczniejszych zawodników The Blues znajduje się na siódmym miejscu.
Mills trafił do Chelsea jako amator w 1929 roku z Bromley F.C. i do końca swojej kariery grał w The Blues. Był bardzo skutecznym zawodnikiem - strzelił 125 goli w 239 meczach. W swoim debiutanckim sezonie zdobył 14 bramek w dwudziestu grach i pomógł w awansie do First Division.
Najbardziej udanym sezonem Millsa był 1936/37 kiedy strzelił 22 bramki w 32 spotkaniach. Dostał wówczas powołanie do reprezentacji Anglii. Wystąpił w trzech międzypaństwowych meczach w których zdobył trzy gole. Wszystkie 23 października 1937 w wygranym 5:1 pojedynku z Irlandią Północną.
Mills był pierwszym graczem Chelsea który strzelił ponad sto goli w lidze. Obecnie zajmuje siódme miejsce na liście najskuteczniejszych zawodników The Blues. Jest również ostatnim graczem który zdobył hat-tricka w pojedynku z Liverpoolem. Dokonał tego w sierpniu 1937 roku.
Po zakończeniu kariery pracował w City of London w drukarni. Zmarł w lipcu 1970 roku, kiedy przebywał na wakacjach w Torquay.